# Rugby-Union-Weltmeisterschaft 1991

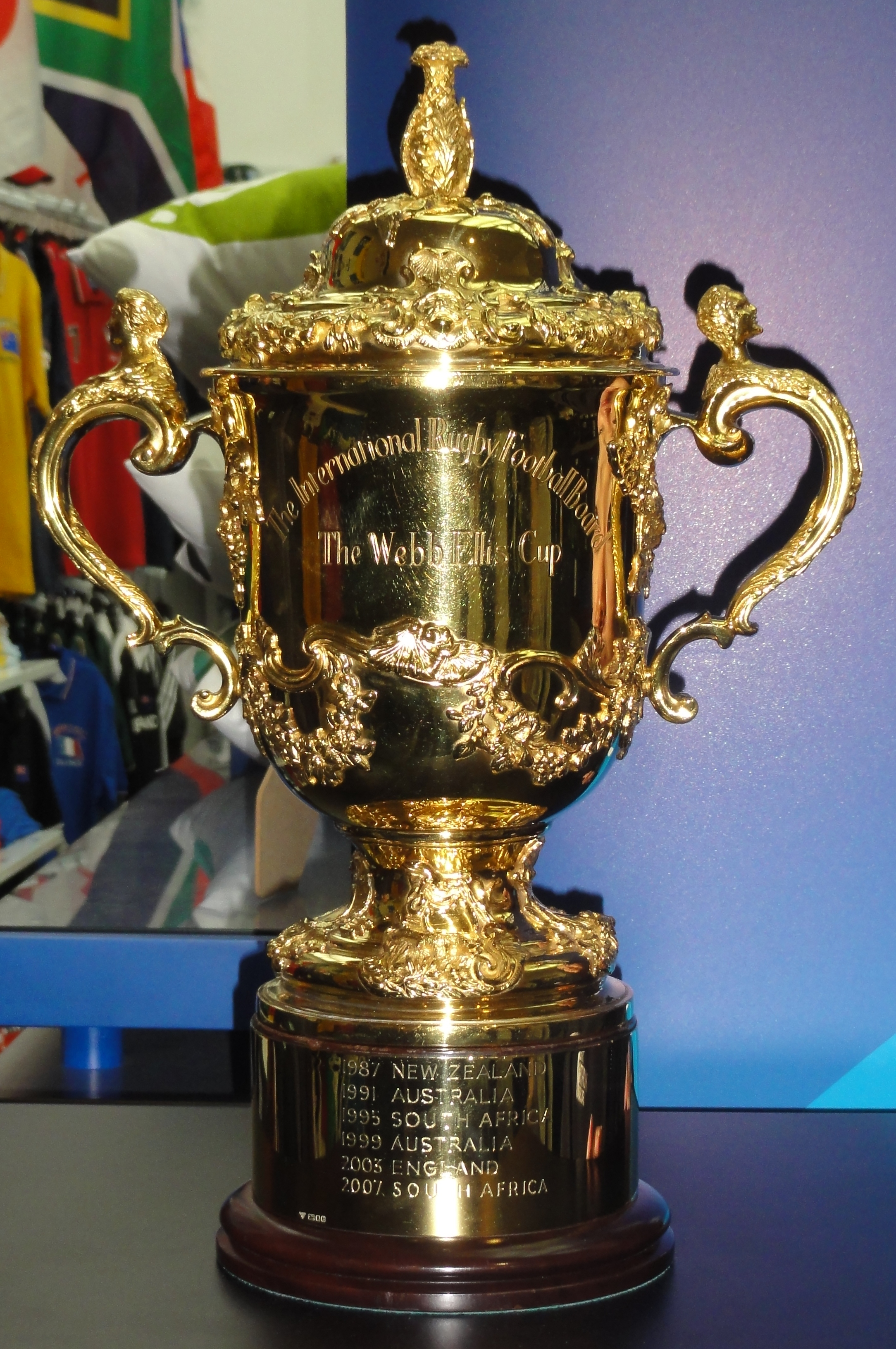
Der Webb Ellis Cup

Die Rugby-Union-Weltmeisterschaft 1991 (englisch 1991 Rugby World Cup; französisch Coupe du monde de rugby à XV 1991; irisch Corn Rugbaí an Domhain 1991; schottisch-gälisch Cupa Rugbaidh an t-Saoghail 1991; walisisch Cwpan Rygbi'r Byd 1991) fand vom 3. Oktober bis zum 2. November 1991 in den damaligen Five Nations England (nomineller Gastgeber), Frankreich, Irland, Schottland und Wales statt. Es war die zweite Weltmeisterschaft im vierjährlichen Turnierzyklus, der vom Weltverband International Rugby Football Board (IRFB; jetzt World Rugby) organisiert wird, und die erste in der nördlichen Hemisphäre. Acht Jahre später waren diese fünf Länder auch gemeinsam Gastgeber der Weltmeisterschaft 1999.
Das Turnierformat von 1987 blieb unverändert und 16 Rugby-Union-Nationalmannschaften nahmen an der Weltmeisterschaft teil: Die acht direkt qualifizierten Mannschaften der Weltmeisterschaft 1987 (Australien, England, Fidschi, Frankreich, Irland, Neuseeland, Schottland und Wales), sowie die acht besten Mannschaften der Qualifikation (Argentinien, Italien, Japan, Kanada, Roemenië, Westsamoa, Simbabwe und die Vereinigten Staaten). Während der Rugby-Union-Weltmeisterschaft 1991 wurden 32 Spiele absolviert, darunter 24 in der Vorrunde und acht in der Finalrunde, einschließlich des Finales. Die Mannschaften wurden in vier Gruppen zu je vier Teams eingeteilt, wobei jedes einmal gegen die anderen der Gruppe antrat. Die beiden besten Mannschaften jeder Gruppe erreichten hiernach das Viertelfinale. Diese Mannschaften qualifizierten sich auch direkt für die darauf folgende Rugby-Union-Weltmeisterschaft 1995 in Südafrika.
Weltmeister wurden die australischen Wallabies, die im Finale im Londoner Twickenham Stadium die englische Mannschaft (Red Roses) mit 12:6 schlugen und damit ihren ersten Weltmeistertitel gewannen. Der Titelverteidiger Neuseeland wurde Dritter und Schottland Vierter. Südafrika durfte aufgrund des Sportboykotts wegen seiner Apartheidspolitik nicht an der Weltmeisterschaft teilnehmen. Die Westsamoaner nahmen erstmals an einer Weltmeisterschaft teil, während dies für alle anderen Mannschaften das zweite Turnier war. Die Namibische Rugby-Union-Nationalmannschaft debütierte im März 1990, zu spät um sich für die WM 1991 zu qualifizieren. Für Simbabwe war dies die letzte Teilnahme an dem Turnier, da man sich seitdem nicht mehr für eine WM qualifizieren konnte.

## Vergabe
Nachdem die Rugby-Union-Weltmeisterschaft 1987 in Australien und Neuseeland ausgetragen wurde, wurde die Weltmeisterschaft 1991 an die Länder vergeben, die damals jährlich die Five Nations ausspielten. Der englische Verband einigte sich mit den anderen Verbänden der Five Nations, so dass Spiele auch in Frankreich, Irland, Schottland und Wales stattfanden.

## Qualifikation
Die folgenden 16 Mannschaften hatten sich für die Weltmeisterschaft 1991 qualifiziert: Automatisch qualifiziert waren England sowie die weiteren sieben Mannschaften, die bei der Weltmeisterschaft 1987 das Viertelfinale erreicht hatten. Diese waren Australien, Fidschi, Frankreich, Irland, Neuseeland, Schottland und Wales. Um die restlichen acht Startplätze trugen 33 Mannschaften Qualifikationsspiele aus. Westsamoa, das Tonga ersetzte, war die einzige Veränderung in der Liste der 16 teilnehmenden Mannschaften der WM 1987.

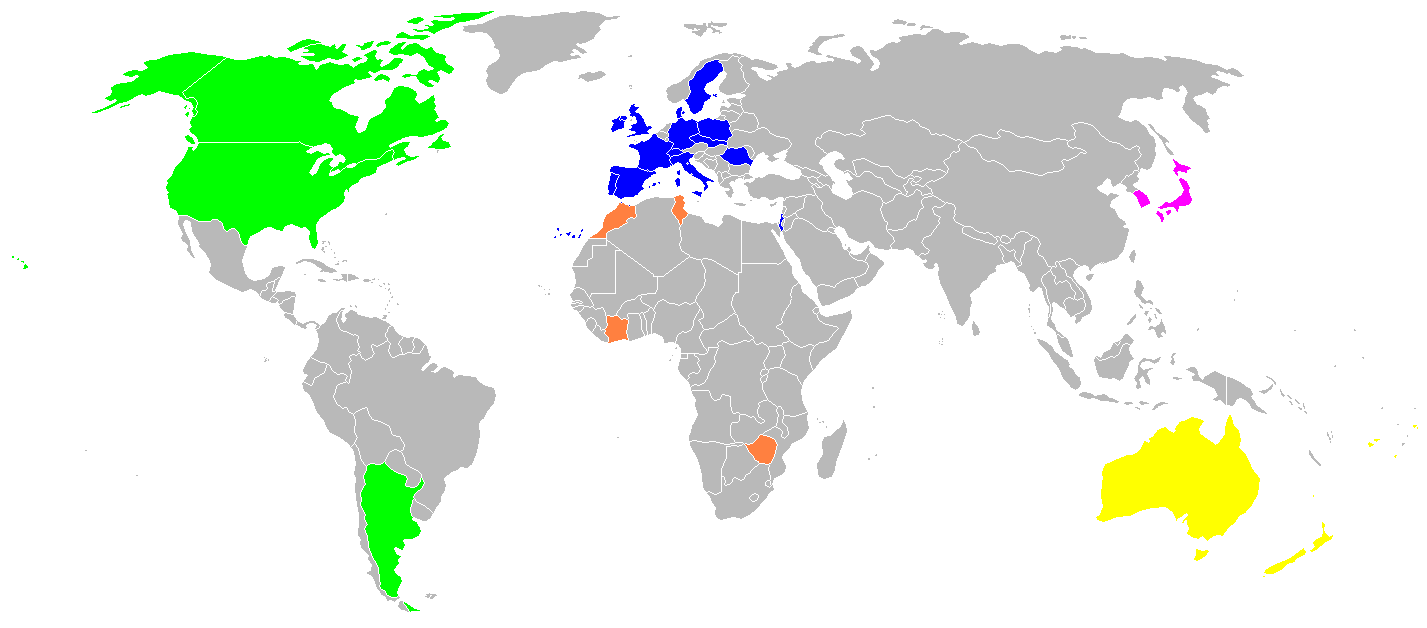
An der Qualifikation beteiligte Länder nach Kontinentalverbänden; insgesamt 33 Teams nahmen teil.
Afrika
Amerika
Asien
Europa/Nordasien
Ozeanien

Teilnehmende Länder der Rugby-Union-Weltmeisterschaft 1991:
Gastgeber
Viertelfinalisten 1987
Qualifikation
In der Qualifikation gescheitert
Keine Teilnahme

| Land               | Qualifikationsgrundlage | WM-Teilnahme | Letztmalige WM-Teilnahme | Bestes Ergebnis      | Gruppe |
| ------------------ | ----------------------- | ------------ | ------------------------ | -------------------- | ------ |
| England            | Nomineller Gastgeber    | Zweite       | 1987                     | Viertelfinale (1987) | 1      |
| Australien         | Automatisch             | Zweite       | 1987                     | Vierter (1987)       | 3      |
| Fidschi            | Automatisch             | Zweite       | 1987                     | Viertelfinale (1987) | 4      |
| Frankreich         | Automatisch             | Zweite       | 1987                     | Zweiter (1987)       | 4      |
| Irland             | Automatisch             | Zweite       | 1987                     | Viertelfinale (1987) | 2      |
| Neuseeland         | Automatisch             | Zweite       | 1987                     | Weltmeister (1987)   | 1      |
| Schottland         | Automatisch             | Zweite       | 1987                     | Viertelfinale (1987) | 2      |
| Wales              | Automatisch             | Zweite       | 1987                     | Dritter (1987)       | 3      |
| Argentinien        | Qualifikation           | Zweite       | 1987                     | Vorrunde (1987)      | 3      |
| Italien            | Qualifikation           | Zweite       | 1987                     | Vorrunde (1987)      | 1      |
| Japan              | Qualifikation           | Zweite       | 1987                     | Vorrunde (1987)      | 2      |
| Kanada             | Qualifikation           | Zweite       | 1987                     | Vorrunde (1987)      | 4      |
| Rumänien           | Qualifikation           | Zweite       | 1987                     | Vorrunde (1987)      | 4      |
| Westsamoa          | Qualifikation           | Erste        | –                        | Debüt                | 3      |
| Simbabwe           | Qualifikation           | Zweite       | 1987                     | Vorrunde (1987)      | 2      |
| Vereinigte Staaten | Qualifikation           | Zweite       | 1987                     | Vorrunde (1987)      | 1      |

## Austragungsorte
Die Rugby-Union-Weltmeisterschaft 1991 wurde von England, Frankreich, Irland, Schottland und Wales gemeinsam ausgetragen und Spiele fanden in allen fünf Ländern statt. Die Gruppe 1 mit England wurde zur Hälfte in London gespielt, aber auch in Leicester, Gloucester und Otley. Gruppe 2 mit Irland und Schottland, die ihre Spiele jeweils daheim in Dublin bzw. Edinburgh spielten; ein Spiel fand in Belfast statt. Gruppe 3 mit Wales, das seine Spiele in Cardiff austrug, und die anderen Spiele in Pontypool, Pontypridd und Llanelli. Gruppe 4 mit Frankreich wurde in Agen, Bayonne, Béziers Brive, Grenoble und Toulouse ausgetragen. Keines der Viertel- oder Halbfinals fand in England statt, dafür in Frankreich, Irland und Schottland. Das Spiel um Platz 3 wurde in Cardiff Arms Park und das Finale im Londoner Twickenham ausgetragen.
| London                    | Edinburgh           | Cardiff                      | Dublin                   | Paris                |
| ------------------------- | ------------------- | ---------------------------- | ------------------------ | -------------------- |
| Twickenham Stadium        | Murrayfield Stadium | Cardiff Arms Park            | Lansdowne Road           | Parc des Princes     |
| Kapazität: 75.000         | Kapazität: 67.800   | Kapazität: 53.000            | Kapazität: 49.250        | Kapazität: 48.712    |
|                           |                     |                              |                          |                      |
| Toulouse                  | Grenoble            | Villeneuve-d’Ascq            | Béziers                  | Leicester            |
| Stade Ernest-Wallon       | Stade Lesdiguières  | Stadium Nord Lille Métropole | Stade de la Méditerranée | Welford Road Stadium |
| Kapazität: 19.000         | Kapazität: 18.548   | Kapazität: 18.185            | Kapazität: 18.000        | Kapazität: 16.815    |
|                           |                     |                              |                          |                      |
| Brive-la-Gaillarde        | Agen                | Bayonne                      | Gloucester               | Belfast              |
| Parc Municipal des Sports | Stade Armandie      | Stade Jean-Dauger            | Kingsholm Stadium        | Ravenhill Stadium    |
| Kapazität: 16.000         | Kapazität: 14.000   | Kapazität: 13.500            | Kapazität: 12.500        | Kapazität: 12.300    |
|                           |                     |                              |                          |                      |
| Llanelli                  | Pontypool           | Pontypridd                   | Otley                    |                      |
| Stradey Park              | Pontypool Park      | Sardis Road                  | Cross Green              |                      |
| Kapazität: 10.800         | Kapazität: 14.000   | Kapazität: 7.200             | Kapazität: 5.000         |                      |
|                           |                     |                              |                          |                      |

| London |

| Cardiff |

| Leicester |

| Gloucester |

| Llanelli |

| Pontypool |

| Pontypridd |

| Otley |

| London |

| Cardiff |

| Leicester |

| Gloucester |

| Llanelli |

| Pontypool |

| Pontypridd |

| Otley |

| Belfast |

| Dublin |

| Edinburgh |

| Belfast |

| Dublin |

| Edinburgh |

| Paris |

| Toulouse |

| Grenoble |

| Villeneuve-d’Ascq |

| Béziers |

| Brive-la-Gaillarde |

| Agen |

| Bayonne |

| Paris |

| Toulouse |

| Grenoble |

| Villeneuve-d’Ascq |

| Béziers |

| Brive-la-Gaillarde |

| Agen |

| Bayonne |

## Format
Die Rugby-Union-Weltmeisterschaft 1991 wurde über 30 Tage zwischen 16 verschiedenen Mannschaften über 32 Spiele ausgetragen. Sie begann am 3. Oktober 1991 im Londoner Twickenham Stadium mit dem Eröffnungsspiel zwischen dem nominellen Gastgeber England und dem Titelverteidiger England. Das Turnier endete am 2. November im denselben Stadion mit dem Finale zwischen Australien und England, wobei die Wallabies den Webb Ellis Cup gewannen.

### Spielplan
Die nachfolgende Tabelle zeigt das tägliche Programm der Rugby-Union-Weltmeisterschaft 1991. Dabei steht ein rotes Kästchen für die Eröffnungs- und Schlusszeremonie, ein violettes Kästchen für Vorrundenspiele, ein grünes Kästchen für Finalrundenspiele, ein blaues Kästchen für das Spiel um Platz 3 und ein gelbes Kästchen für das Finale.
| Gruppenphase Oktober        | Do. 3.  | Fr. 4.  | Sa. 5.  | So. 6.  | Mo. 7.  | Di. 8.  | Mi. 9.  | Do. 10. | Fr. 11. | Sa. 12. | So. 13. | Mo. 14. | Di. 15. | Mi. 16. | Do. 17. | Fr. 18. |
| --------------------------- | ------- | ------- | ------- | ------- | ------- | ------- | ------- | ------- | ------- | ------- | ------- | ------- | ------- | ------- | ------- | ------- |
| Zeremonien                  |         |         |         |         |         |         |         |         |         |         |         |         |         |         |         |         |
| Gruppe 1                    | 1       |         | 1       |         |         | 2       |         |         | 1       |         | 1       |         |         |         |         |         |
| Gruppe 2                    |         |         | 1       | 1       |         |         | 2       |         |         | 1       |         | 1       |         |         |         |         |
| Gruppe 3                    |         | 1       |         | 1       |         |         | 2       |         |         | 1       | 1       |         |         |         |         |         |
| Gruppe 4                    |         | 1       | 1       |         |         | 1       | 1       |         |         | 1       | 1       |         |         |         |         |         |
| Finalrunde Oktober/November | Sa. 19. | So. 20. | Mo. 21. | Di. 22. | Mi. 23. | Do. 24. | Fr. 25. | Sa. 26. | So. 27. | Mo. 28. | Di. 29. | Mi. 30. | Do. 31. | Fr. 1.  | Sa. 2.  |         |
| Zeremonien                  |         |         |         |         |         |         |         |         |         |         |         |         |         |         |         |         |
| Finalrunde                  | 2       | 2       |         |         |         |         |         | 1       | 1       |         |         | 1       |         |         | 1       |         |

| Farblegende                  | Farblegende |
| ---------------------------- | ----------- |
| Eröffnungs- und Schlussfeier |             |
| Gruppenspiele                |             |
| Finalrunde                   |             |
| Spiel um Platz 3             |             |
| Finale                       |             |

### Gruppen
| Gruppe 1                                      | Gruppe 2                         | Gruppe 3                               | Gruppe 4                           |
| --------------------------------------------- | -------------------------------- | -------------------------------------- | ---------------------------------- |
| Neuseeland England Italien Vereinigte Staaten | Schottland Irland Japan Simbabwe | Australien Wales Westsamoa Argentinien | Frankreich Fidschi Kanada Rumänien |

Die Vorrundenspiele waren unter den fünf Gastgebern folgendermaßen aufgeteilt:
- Gruppe 1 in England
- Gruppe 2 in Irland und Schottland
- Gruppe 3 in Wales
- Gruppe 4 in Frankreich

### Vorrunde
Wie bei der ersten Rugby-Union-Weltmeisterschaft 1987 wurden die 16 teilnehmenden Mannschaften für die Vorrunde in vier Gruppen zu je vier Mannschaften eingeteilt; jede Mannschaft bestritt ein Spiel gegen jede andere Mannschaft in derselben Gruppe, demzufolge absolvierte jedes Team drei Spiele in der Vorrunde. Für einen Sieg gab es zwei Tabellenpunkte, für ein Unentschieden einen Punkt und keinen Punkt für eine Niederlage; hatten zwei Mannschaften dieselbe Anzahl Tabellenpunkte, wurde der Tabellenrang nach Gesamtpunktzahl ermittelt.
Die Tabellenränge wurden anhand des folgenden Punktesystems ermittelt:
- Zwei Spielpunkte für einen Sieg;
- Einen für ein Unentschieden;
- Keinen für eine Niederlage.

Am Ende der Vorrunde wurden die Mannschaften, basierend auf den gesammelten Spielpunkten, vom ersten bis zum vierten Platz eingestuft, wobei die beiden besten Mannschaften das Viertelfinale erreichten. Waren zwei Teams punktgleich, wurde die Platzierung nach Gesamtpunktzahl ermittelt.

### Finalrunde
Ab dieser Phase nahm das Turnier ein K.-o.-System an bestehend aus acht Spielen: vier Viertelfinals, zwei Halbfinals, ein Spiel um Platz 3 und das Finale.
Die Gruppenersten und -zweiten erreichten jeweils die Finalrunde. Dabei trafen die Gruppenersten im Viertelfinale auf die Gruppenzweiten der anderen Gruppe, beispielsweise traf der Erste der Gruppe 1 auf den Zweiten der Gruppe 4 und der Erste der Gruppe 4 auf den Zweiten der Gruppe 1. Teams aus derselben Gruppe konnten erst wieder im Spiel um Platz 3 oder dem Finale aufeinandertreffen.
Die Finalrunde begann mit den Viertelfinalspielen. Jedes Spiel musste zwingend mit einem Sieg enden. Stand es in einer Begegnung nach der regulären Spielzeit von 80 Minuten unentschieden, folgte eine Verlängerung von 2 × 10 Minuten. War noch immer kein Sieger ermittelt, gab es eine weitere Verlängerung von zehn Minuten Dauer mit Sudden Death. Wenn auch nach insgesamt 110 Minuten immer noch kein Sieger feststand, wäre der Sieger in einem Platztrittschießen zu den Torstangen bestimmt worden.

### Einfluss auf die WM-Qualifikation 1995
Die acht Viertelfinalmannschaften qualifizierten sich direkt für die darauf folgende Weltmeisterschaft 1995 in Südafrika. Diese waren Australien, England, Frankreich, Irland, Kanada, Neuseeland, Samoa und Schottland.

## Schiedsrichter
Während des Turnieres wurden 17 Schiedsrichter eingesetzt.
| - Efraim Sklar (Argentinien) - Kerry Fitzgerald (Australien) - Sandy MacNeill (Australien) - Fred Howard (England) - Ed Morrison (England) - Lakini Colati (Fidschi) - René Hourquet (Frankreich) - Patrick Robin (Frankreich) - Owen Doyle (Irland) | - Stephen Hilditch (Irland) - Dave Bishop (Neuseeland) - Keith Lawrence (Neuseeland) - Brian Anderson (Schottland) - Jim Fleming (Schottland) - Don Reordan (Vereinigte Staaten) - Derek Bevan (Wales) - Les Peard (Wales) |

## Vorrunde

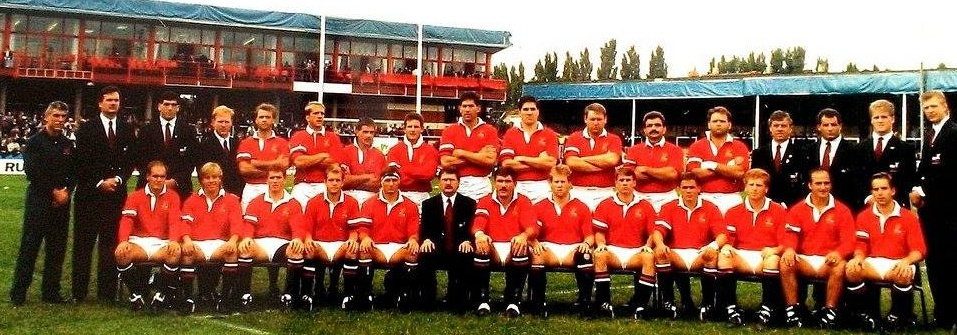
Die Nationalmannschaft der USA vor ihrem Gruppenspiel gegen die neuseeländischen All Blacks

Die zwei besten Teams jeder Gruppe qualifizierten sich für das Viertelfinale.

### Gruppe 1
|    | Land               | Spiele | Siege | Unent. | Ndlg. | Spiel- punkte | Diff. | Tabellen- punkte |
| -- | ------------------ | ------ | ----- | ------ | ----- | ------------- | ----- | ---------------- |
| 1. | Neuseeland         | 3      | 3     | 0      | 0     | 95:39         | + 56  | 9                |
| 2. | England            | 3      | 2     | 0      | 1     | 85:33         | + 52  | 7                |
| 3. | Italien            | 3      | 1     | 0      | 2     | 57:76         | − 19  | 5                |
| 4. | Vereinigte Staaten | 3      | 0     | 0      | 3     | 24:113        | − 89  | 3                |

| 3. Oktober 1991 | England | 12 : 18 | Neuseeland | Twickenham Stadium, London |
| 3. Oktober 1991 |         |         |            | Twickenham Stadium, London |

| 5. Oktober 1991 | Italien | 30 : 9 | Vereinigte Staaten | Cross Green, Otley |
| 5. Oktober 1991 |         |        |                    | Cross Green, Otley |

| 8. Oktober 1991 | Neuseeland | 46 : 6 | Vereinigte Staaten | Kingsholm Stadium, Gloucester |
| 8. Oktober 1991 |            |        |                    | Kingsholm Stadium, Gloucester |

| 8. Oktober 1991 | England | 36 : 6 | Italien | Twickenham Stadium, London |
| 8. Oktober 1991 |         |        |         | Twickenham Stadium, London |

| 11. Oktober 1991 | England | 37 : 9 | Vereinigte Staaten | Twickenham Stadium, London |
| 11. Oktober 1991 |         |        |                    | Twickenham Stadium, London |

| 13. Oktober 1991 | Italien | 21 : 31 | Neuseeland | Welford Road Stadium, Leicester |
| 13. Oktober 1991 |         |         |            | Welford Road Stadium, Leicester |

### Gruppe 2
|    | Land       | Spiele | Siege | Unent. | Ndlg. | Spiel- punkte | Diff. | Tabellen- punkte |
| -- | ---------- | ------ | ----- | ------ | ----- | ------------- | ----- | ---------------- |
| 1. | Schottland | 3      | 3     | 0      | 0     | 122:36        | + 86  | 9                |
| 2. | Irland     | 3      | 2     | 0      | 1     | 102:51        | + 51  | 7                |
| 3. | Japan      | 3      | 1     | 0      | 2     | 77:87         | − 10  | 5                |
| 4. | Simbabwe   | 3      | 0     | 0      | 3     | 31:158        | − 127 | 3                |

| 5. Oktober 1991 | Schottland | 47 : 9 | Japan | Murrayfield Stadium, Edinburgh |
| 5. Oktober 1991 |            |        |       | Murrayfield Stadium, Edinburgh |

| 6. Oktober 1991 | Irland | 55 : 11 | Simbabwe | Lansdowne Road, Dublin |
| 6. Oktober 1991 |        |         |          | Lansdowne Road, Dublin |

| 9. Oktober 1991 | Irland | 32 : 16 | Japan | Lansdowne Road, Dublin |
| 9. Oktober 1991 |        |         |       | Lansdowne Road, Dublin |

| 9. Oktober 1991 | Schottland | 51 : 12 | Simbabwe | Murrayfield Stadium, Edinburgh |
| 9. Oktober 1991 |            |         |          | Murrayfield Stadium, Edinburgh |

| 12. Oktober 1991 | Schottland | 24 : 15 | Irland | Murrayfield Stadium, Edinburgh |
| 12. Oktober 1991 |            |         |        | Murrayfield Stadium, Edinburgh |

| 14. Oktober 1991 | Japan | 52 : 8 | Simbabwe | Ravenhill Stadium, Belfast |
| 14. Oktober 1991 |       |        |          | Ravenhill Stadium, Belfast |

### Gruppe 3
|    | Land        | Spiele | Siege | Unent. | Ndlg. | Spiel- punkte | Diff. | Tabellen- punkte |
| -- | ----------- | ------ | ----- | ------ | ----- | ------------- | ----- | ---------------- |
| 1. | Australien  | 3      | 3     | 0      | 0     | 79:25         | + 54  | 9                |
| 2. | Westsamoa   | 3      | 2     | 0      | 1     | 54:34         | + 20  | 7                |
| 3. | Wales       | 3      | 1     | 0      | 2     | 32:61         | − 29  | 5                |
| 4. | Argentinien | 3      | 0     | 0      | 3     | 38:83         | − 45  | 3                |

| 4. Oktober 1991 | Argentinien | 19 : 32 | Australien | Stradey Park, Llanelli |
| 4. Oktober 1991 |             |         |            | Stradey Park, Llanelli |

| 6. Oktober 1991 | Wales | 13 : 16 | Westsamoa | Cardiff Arms Park, Cardiff |
| 6. Oktober 1991 |       |         |           | Cardiff Arms Park, Cardiff |

| 9. Oktober 1991 | Australien | 9 : 3 | Westsamoa | Pontypool Park, Pontypool |
| 9. Oktober 1991 |            |       |           | Pontypool Park, Pontypool |

| 9. Oktober 1991 | Wales | 16 : 7 | Argentinien | Cardiff Arms Park, Cardiff |
| 9. Oktober 1991 |       |        |             | Cardiff Arms Park, Cardiff |

| 12. Oktober 1991 | Wales | 3 : 38 | Australien | Cardiff Arms Park, Cardiff |
| 12. Oktober 1991 |       |        |            | Cardiff Arms Park, Cardiff |

| 13. Oktober 1991 | Argentinien | 12 : 35 | Westsamoa | Sardis Road, Pontypridd |
| 13. Oktober 1991 |             |         |           | Sardis Road, Pontypridd |

### Gruppe 4
|    | Land       | Spiele | Siege | Unent. | Ndlg. | Spiel- punkte | Diff. | Tabellen- punkte |
| -- | ---------- | ------ | ----- | ------ | ----- | ------------- | ----- | ---------------- |
| 1. | Frankreich | 3      | 3     | 0      | 0     | 82:25         | + 57  | 9                |
| 2. | Kanada     | 3      | 2     | 0      | 1     | 45:33         | + 12  | 7                |
| 3. | Rumänien   | 3      | 1     | 0      | 2     | 31:64         | − 33  | 5                |
| 4. | Fidschi    | 3      | 0     | 0      | 3     | 27:63         | − 36  | 3                |

| 4. Oktober 1991 | Frankreich | 30 : 3 | Rumänien | Stade de la Méditerranée, Béziers |
| 4. Oktober 1991 |            |        |          | Stade de la Méditerranée, Béziers |

| 6. Oktober 1991 | Kanada | 13 : 3 | Fidschi | Stade Jean-Dauger, Bayonne |
| 6. Oktober 1991 |        |        |         | Stade Jean-Dauger, Bayonne |

| 8. Oktober 1991 | Frankreich | 33 : 9 | Fidschi | Stade Lesdiguières, Grenoble |
| 8. Oktober 1991 |            |        |         | Stade Lesdiguières, Grenoble |

| 9. Oktober 1991 | Kanada | 19 : 11 | Rumänien | Stade Ernest-Wallon, Toulouse |
| 9. Oktober 1991 |        |         |          | Stade Ernest-Wallon, Toulouse |

| 12. Oktober 1991 | Fidschi | 15 : 17 | Rumänien | Parc Municipal des Sports, Brive |
| 12. Oktober 1991 |         |         |          | Parc Municipal des Sports, Brive |

| 13. Oktober 1991 | Frankreich | 19 : 13 | Kanada | Stade Armandie, Agen |
| 13. Oktober 1991 |            |         |        | Stade Armandie, Agen |

## Finalrunde
|  | Viertelfinale | Viertelfinale |            |            | Halbfinale       | Halbfinale |  |  | Finale | Finale |
|  |               |               |            |            |                  |            |  |  |        |        |
|  |               |               |            |            |                  |            |  |  |        |        |
|  | Schottland    | 28            |            |            |                  |            |  |  |        |        |
|  | Schottland    | 28            |            |            |                  |            |  |  |        |        |
|  | Westsamoa     | 6             |            |            |                  |            |  |  |        |        |
|  | Westsamoa     | 6             | Schottland | 6          |                  |            |  |  |        |        |
|  |               |               | Schottland | 6          |                  |            |  |  |        |        |
|  |               | England       | 9          |            |                  |            |  |  |        |        |
|  | Frankreich    | England       | 9          | 10         |                  |            |  |  |        |        |
|  | Frankreich    |               |            | 10         |                  |            |  |  |        |        |
|  | England       | 19            |            |            |                  |            |  |  |        |        |
|  |               |               | England    | 6          |                  |            |  |  |        |        |
|  |               |               |            | Australien | 12               |            |  |  |        |        |
|  | Kanada        | 13            |            |            |                  |            |  |  |        |        |
|  | Neuseeland    | 29            |            |            |                  |            |  |  |        |        |
|  | Neuseeland    | 29            | Neuseeland | 6          |                  |            |  |  |        |        |
|  |               |               | Neuseeland | 6          | Spiel um Platz 3 |            |  |  |        |        |
|  |               | Australien    | 16         |            |                  |            |  |  |        |        |
|  | Irland        | Australien    | 16         | 18         | Schottland       | 6          |  |  |        |        |
|  | Irland        |               |            | 18         | Schottland       | 6          |  |  |        |        |
|  | Australien    | 19            |            | Neuseeland | 13               |            |  |  |        |        |
|  | Australien    | 19            |            |            | 13               |            |  |  |        |        |
|  |               |               |            |            |                  |            |  |  |        |        |

### Viertelfinale
| 19. Oktober 1991 | Frankreich | 10 : 19 | England | Parc des Princes, Paris |
| 19. Oktober 1991 |            |         |         | Parc des Princes, Paris |

| 19. Oktober 1991 | Schottland | 28 : 6 | Westsamoa | Murrayfield Stadium, Edinburgh |
| 19. Oktober 1991 |            |        |           | Murrayfield Stadium, Edinburgh |

| 20. Oktober 1991 | Irland | 18 : 19 | Australien | Lansdowne Road, Dublin |
| 20. Oktober 1991 |        |         |            | Lansdowne Road, Dublin |

| 20. Oktober 1991 | Kanada | 13 : 29 | Neuseeland | Stadium Nord Lille Métropole, Villeneuve-d’Ascq |
| 20. Oktober 1991 |        |         |            | Stadium Nord Lille Métropole, Villeneuve-d’Ascq |

### Halbfinale
| 26. Oktober 1991 | Schottland | 6 : 9 | England | Murrayfield Stadium, Edinburgh |
| 26. Oktober 1991 |            |       |         | Murrayfield Stadium, Edinburgh |

| 27. Oktober 1991 | Australien | 16 : 6 | Neuseeland | Lansdowne Road, Dublin |
| 27. Oktober 1991 |            |        |            | Lansdowne Road, Dublin |

### Spiel um Platz 3
| 30. Oktober 1991 | Neuseeland | 13 : 6 | Schottland | Cardiff Arms Park, Cardiff |
| 30. Oktober 1991 |            |        |            | Cardiff Arms Park, Cardiff |

### Finale
| 2. November 1991 | Australien | 12 : 6 | England | Twickenham Stadium, London |
| 2. November 1991 |            |        |         | Twickenham Stadium, London |

Australien
(Erster Titel)

## Statistiken

### Mannschaften
Die Tabelle führt die 16 teilnehmenden Mannschaften nach ihrem Abschneiden bei der Rugby-Union-Weltmeisterschaft 1991 auf.

Ergebnis der Rugby-Union-Weltmeisterschaft 1991:
Sieger
Finalist
3. Platz
4. Platz
Viertelfinalteilnahme
In der Gruppenphase ausgeschieden
Keine Teilnahme

| Mannschaft         | Spiele | Siege | Unent- schieden | Nieder- lagen | Punkte | Versuche | Erhöh- ungen | Straf- tritte | Sprung- tritte |
| ------------------ | ------ | ----- | --------------- | ------------- | ------ | -------- | ------------ | ------------- | -------------- |
| Schottland         | 6      | 4     | 0               | 2             | 162    | 20       | 14           | 16            | 2              |
| Neuseeland         | 6      | 5     | 0               | 1             | 143    | 19       | 11           | 15            | 0              |
| Australien         | 6      | 6     | 0               | 0             | 126    | 17       | 11           | 12            | 0              |
| Irland             | 4      | 2     | 0               | 2             | 120    | 13       | 7            | 16            | 2              |
| England            | 6      | 4     | 0               | 2             | 119    | 11       | 9            | 17            | 2              |
| Frankreich         | 4      | 3     | 0               | 1             | 92     | 13       | 5            | 10            | 0              |
| Japan              | 3      | 1     | 0               | 2             | 77     | 13       | 5            | 4             | 1              |
| Westsamoa          | 4      | 2     | 0               | 2             | 60     | 8        | 5            | 5             | 1              |
| Kanada             | 4      | 2     | 0               | 2             | 58     | 6        | 2            | 8             | 2              |
| Italien            | 3      | 1     | 0               | 2             | 57     | 7        | 7            | 5             | 0              |
| Argentinien        | 3      | 0     | 0               | 3             | 38     | 4        | 2            | 4             | 2              |
| Wales              | 3      | 1     | 0               | 2             | 32     | 3        | 1            | 6             | 0              |
| Rumänien           | 3      | 1     | 0               | 2             | 31     | 5        | 1            | 3             | 0              |
| Simbabwe           | 3      | 0     | 0               | 3             | 31     | 6        | 2            | 1             | 0              |
| Fidschi            | 3      | 0     | 0               | 3             | 27     | 1        | 1            | 3             | 4              |
| Vereinigte Staaten | 3      | 0     | 0               | 3             | 24     | 2        | 2            | 4             | 0              |
| Gesamt             | 32     |       |                 |               | 1197   | 148      | 85           | 129           | 16             |

### Meiste erzielte Punkte
| Rang | Spieler              | Mannschaft | Position         | Spiele | Versuche | Erhöh- ungen | Straf- tritte | Sprung- tritte | Total |
| ---- | -------------------- | ---------- | ---------------- | ------ | -------- | ------------ | ------------- | -------------- | ----- |
| 1.   | Ralph Keyes          | Irland     | Verbindungshalb  | 4      | 0        | 7            | 16            | 2              | 68    |
| 2.   | Michael Lynagh       | Australien | Verbindungshalb  | 6      | 2        | 11           | 12            | 0              | 66    |
| 3.   | Gavin Hastings       | Schottland | Schlussmann      | 5      | 1        | 9            | 13            | 0              | 61    |
| 4.   | Jon Webb             | England    | Schlussmann      | 5      | 1        | 5            | 14            | 0              | 56    |
| 5.   | Grant Fox            | Neuseeland | Verbindungshalb  | 4      | 0        | 7            | 10            | 0              | 44    |
| 6.   | Didier Camberabero   | Frankreich | Verbindungshalb  | 3      | 1        | 5            | 6             | 0              | 32    |
| 7.   | Diego Domínguez      | Italien    | Verbindungshalb  | 3      | 0        | 7            | 5             | 0              | 29    |
|      | Takahiro Hosokawa    | Japan      | Schlussmann      | 3      | 1        | 5            | 4             | 1              | 29    |
| 9.   | Mathew Vaea          | Westsamoa  | Gedrängehalb     | 4      | 0        | 5            | 5             | 0              | 25    |
| 10.  | Jean-Baptiste Lafond | Frankreich | Außendreiviertel | 4      | 6        | 0            | 0             | 0              | 24    |
|      | David Campese        | Australien | Außendreiviertel | 6      | 6        | 0            | 0             | 0              | 24    |

Quelle:

### Meiste erzielte Versuche
| Rang | Spieler              | Mannschaft  | Position         | Spiele | Versuche |
| ---- | -------------------- | ----------- | ---------------- | ------ | -------- |
| 1.   | Jean-Baptiste Lafond | Frankreich  | Außendreiviertel | 4      | 6        |
|      | David Campese        | Australien  | Außendreiviertel | 6      | 6        |
| 3.   | Brian Robinson       | Irland      | Nummer Acht      | 3      | 4        |
|      | Tim Horan            | Australien  | Innendreiviertel | 6      | 4        |
|      | Iwan Tukalo          | Schottland  | Außendreiviertel | 6      | 4        |
|      | Rory Underwood       | England     | Außendreiviertel | 6      | 4        |
| 7.   | Martin Teran Nougues | Argentinien | Außendreiviertel | 3      | 3        |
|      | Yoshihito Yoshida    | Japan       | Außendreiviertel | 3      | 3        |
|      | John Timu            | Neuseeland  | Schlussmann      | 4      | 3        |
|      | Terry Wright         | Neuseeland  | Außendreiviertel | 4      | 3        |
|      | Tony Stanger         | Schottland  | Außendreiviertel | 6      | 3        |

Quelle: